# 3-й пограничный отряд войск НКВД
3-й пограничный отряд войск НКВД — соединение пограничных войск НКВД СССР, принимавшее участие в Великой Отечественной войне.

## История
Отряд сформирован в 1920-е годы.
Принимал участие в Зимней войне
На 22 июня 1941 года отряд, насчитывая 1364 человек личного состава, находился на обороне на участке советской государственной границы в районе Сортавала.
В состав отряда входили 1-я пограничная комендатура в составе 1-й резервной пограничной заставы, 1-й — 4-й пограничных застав, 2-я пограничная комендатура в составе 2-й резервной пограничной заставы, 5-й — 8-й пограничных застав, 3-я пограничная комендатура в составе 3-й резервной пограничной заставы, 9-й — 14-й пограничных застав, маневренная группа, комендантский взвод. Входил в состав Управления пограничных войск НКВД Карело-Финского пограничного округа.
Штаб отряда находился в Сортавала.
В составе действующей армии с 22 июня 1941 по 13 августа 1942 года.
С началом войны в ходе оборонительной операции отряд вошёл в оперативное подчинение 168-й стрелковой дивизии и, получив задачу вместе с дивизией упорной обороной полосы: полустанок Пялькьиярви, Ристалахти, остров Путсаари, Соанлахти, не допустить прорыва противника на сортавальском направлении и выхода его на северо-восточное побережье Ладожского озера, приступил к боевым действиям. Пограничные заставы отряда были подчинены командирам стрелковых полков, на участках которых они располагались, и включались в состав батальонных районов обороны как стрелковые роты.
Фланговые подразделения отряда вступили в бои в первой декаде июля 1941 года, осуществляя помощь соседним 142-й (слева), и 71-й стрелковым дивизиям. Остальные подразделения отряда вступили в бои 10 июля 1941 года, когда финские войска атаковали позиции 168-й стрелковой дивизии. В боях отряд получил следующую характеристику: «постоянно проявлял и проявляет исключительно высокую боеспособность, мужество и героизм, заслуживающие особого внимания и достойные высокой оценки. Находясь на одном из важнейших направлений фронта, отряд в течение двух-двух с половиной недель с начала военных действий стойко отбивал неоднократные яростные атаки численно во много раз превосходящего противника, нанося ему большие потери».
Так, например, 23-25 июля 1941 года, рота пограничников, прикрывая фланг 360-го стрелкового полка и направление на Сортавала, в течение двух суток удерживала вверенный рубеж. 26—27 июля 1941 года финские войска силой до полка прорвались в направлении Каламо-Рютю, угрожая выходом на Сортавала. По приказу командира 168-й стрелковой дивизии на прорыв была выброшена рота пограничников с задачей сдержать противника и обеспечить выход дивизии на новый рубеж. Несмотря на численное превосходство противника, рота семь раз переходила в контратаку и не только сдержала противника, но и нанесла ему большие потери. В эти же дни 1-я комендатура вела бои с противником, угрожающим выходом на Хямикоски, Ляскеля, в течение 4 суток отразив 11 атак финских войск. 1 августа 1941 года одна из групп отряда, будучи направленной в район Хийтола, задерживала прорвавшиеся силы противника, а 3 августа 1941 года эта же группа ведёт бои за окружённый командный пункт 588-го стрелкового полка и способствует выходу его из окружения. Именно эта группа в количестве остававшихся 70 человек, попала в состав сводного отряда полковника Донскова С. И., который вёл оборону в межозёрном дефиле, прикрывая дороги на Каарлахти — Кексгольм.
Из докладной записки командования войск НКВД по охране тыла Карельского фронта о боевых действиях 3-го пограничного отряда

«В боях на Карельском перешейке в районе залива Тойвалахти был случай, когда финский офицер подал команду: „Вперёд, в атаку!“ — а солдаты ему ответили: „Там пограничники, пусть немцы сами идут в атаку!“…На допросе один из пленных солдат финской армии на заданный ему вопрос: „Какие вы имеете сведения о нас?“ — ответил: „Мы знаем, что на этом участке вас мало, но против нас дерутся здесь пограничники, и наши атаки мы поэтому считаем безнадежными, мы в этих атаках понесли потери до 70 % своего состава“».
Отряд, исключая группу оставшуюся в составе сводного отряда полковника Донскова С. И., 7 августа 1941 года прибыл в район Кирка-Куккола и расположился в 400 метрах от командного пункта 19-го стрелкового корпуса, с 8 августа 1941 года отражает атаки финских войск, угрожавших командному пункту, 9 августа 1941 года прикрывает по собственной инициативе отход как командования корпуса, так и частей РККА, отходивших в беспорядке. С 9 августа отряд без 3-й погранкомендатуры встал на защиту подступов к Кексгольму. С 11 августа 1941 года отряд ведёт непрерывные тяжёлые бои на подступах к Кексгольму, 20 августа отряд отошёл в район станции Саккола, в ночь на 21 августа 1941 года с ходу вступил в бой, прикрывая попавший в тяжёлую ситуацию 461-й стрелковый полк, стремительным ударом отбросил противника, вышел к нему в тыл, разгромил артиллерийский обоз и захватил ценные секретные документы.
С 22 августа по 28 августа 1941 года в районе посёлка Васкелово часть личного состава отряда направлена на формирование 1-й стрелковой дивизии НКВД, а отряд вошёл в сводный отряд пограничников.
Только за первые два месяца войны отряд отчитался об уничтожении более 2000 солдат и офицеров противника, взятии в плен 37 человек и захваченных многочисленных ценных трофеях.
21 сентября 1941 года сводный отряд пограничников стал отдельной стрелковой бригадой пограничных войск НКВД, где 3-й пограничный отряд был составной частью бригады.
13 августа 1942 года в составе отдельной стрелковой бригады пограничных войск НКВД отряд, имея в составе 671 человек личного состава передан в РККА.

## Командиры
- полковник Н. Н. Дроздов